# Breda notata
Breda notata är en spindelart som beskrevs av Arthur M. Chickering 1946. Breda notata ingår i släktet Breda och familjen hoppspindlar. Inga underarter finns listade.